# Stretto di Madura
Lo stretto di Madura (indonesiano Selat Madura) è uno stretto tratto di mare che separa le isole indonesiane di Giava e Madura. Si compone di due parti: la parte occidentale, lunga 10 km e con una larghezza massima di 3-4 km; la parte orientale lunga circa 150 km e con una larghezza massima di 65 km. Nello stretto sono presenti alcune piccole isole: Kambing, Giliraja, Genteng e Ketapang.
Nel 2009 è stato inaugurato sullo stretto il ponte Suramadu, che collega la città di Surabaya, sull'isola di Giava, alla città di Bangkalan, sull'isola di Madura. La costruzione ebbe inizio il 20 agosto 2003 ed è stata temporaneamente interrotta tra la fine del 2004 e novembre 2005, per mancanza di risorse finanziarie. Il costo totale del progetto, comprese le strade che conducono ad al ponte, è stimato in 2,38 trilioni di rupie (circa 265 milioni di dollari o circa 205 milioni di euro). Con la sua lunghezza di 5,4 km, è il ponte più lungo dell'Indonesia.